# Atentado de Fos Bucraa

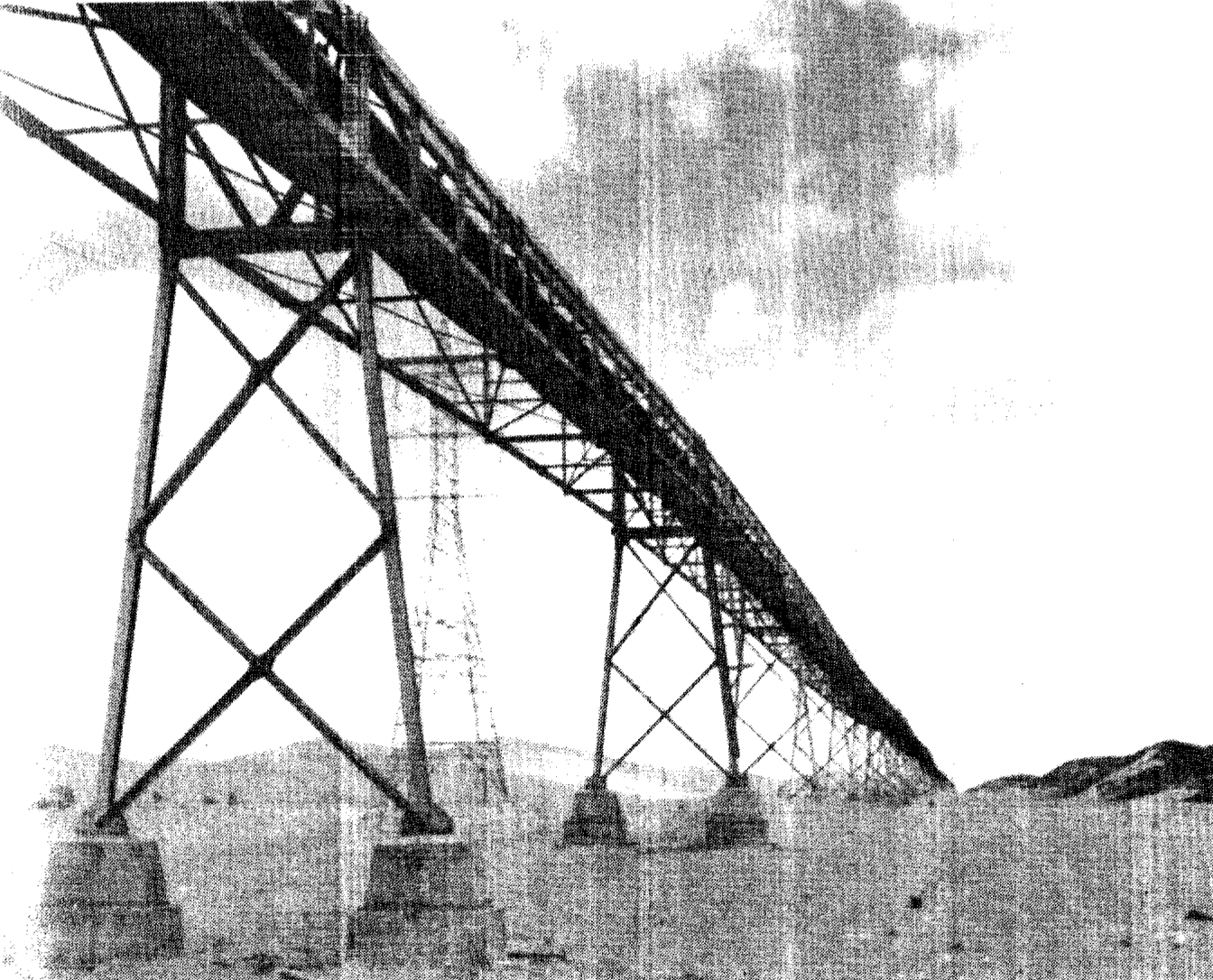
Cinta transportadora de FosBucraa

El atentado a FosBucraa fue un atentado terrorista del Frente Polisario que tuvo lugar el 10 de enero de 1976 en las inmediaciones de la cinta transportadora de FosBucraa, en El Aaiún (Sahara español).

## Ataque
Un convoy compuesto por varios vehículos circulaba en paralelo a la cinta transportadora de mineral desde la mina de FosBucraa (Bucraa) hasta el puerto de El Aaiún. A paso de un camión por la estación número cinco explotó una mina terrestre causando heridos leves. Un Land Rover del servicio de vulcanizados del convoy acudió al auxilio de sus compañeros del camión cuando le explotó una segunda mina, falleciendo su conductor tinerfeño López-Peñalver.

## Víctimas
Fue muerto el canario Raimundo López-Peñalver Díaz-Llanos. Fueron heridos Francisco Jiménez Santana, electricista, Miguel A. Pérez Hernández, Antonio Suárez Alonso y Said Larabat Ahmedsalem En 2011 a López Penalver le fue concedida la Gran Cruz de la Real Orden de Reconocimiento Civil a las Víctimas del Terrorismo.

## Consecuencias
Dentro de la inestabilidad política que caracterizó al tardofranquismo, el suceso tuvo escasa repercusión en los medios de comunicación.
En los años 2000 el recuerdo de este atentado en suelo español propició el reconocimiento a las víctimas, hasta entonces olvidadas o negadas, del Sahara español, principalmente a manos del Frente Polisario, pero también y en menor medida a manos del FLU Marroquí. Las víctimas del terrorismo del Frente Polisario finalmente obtuvieron el reconocimiento del Estado con la condecoración de la Gran Cruz de la Real Orden de Reconocimiento Civil a las Víctimas del Terrorismo.